# Теодор Тирон
Тео̀дор Тѝрон (на гръцки: Θεόδωρος ο Τήρων; † 17 февруари 306, Амасия), наричан също Теодор Амасейски (по мястото на смъртта му), е християнски светец-воин, почитан като великомъченик. Православната църква почита паметта на светеца на 17 февруари.

## Жизнеописание
Според житието на светеца Теодор бил римски войник в императорския полк в град Амасий (област Понт, Мала Азия).
По време на провежданата по заповед на император Галерий кампания на принуждаване на християните да извършват езически жертвоприношения Теодор отказва да се подчини на заповедта на военачалника си да принесе жертва. Дават му няколко дни за размисъл. Вместо това подпалва езически храм, посветен на Кибела, за което е отведен на съд пред градоначалника. Заявява, че е християнин и затова е хвърлен в тъмница и обречен на гладна смърт. След известно време, установявайки, че Теодор все още е жив, градоначалникът отново му предлага да извърши жертвоприношение и да спаси живота си. След отказа му е подложен на жестоки мъчения, но остава верен на християнската вяра. Тогава градоначалникът го осъжда на смърт чрез изгаряне. Теодор се прекръства, сам се качва на кладата и умира като християнски мъченик.
Тленните му останки, според легендата, неповредени от огъня, били прибрани от християнката Евсевия и погребани в нейната къща в град Евхайтах. По-късно мощите му са пренесени в Константинопол, а главата – първо в Бриндизи, а след това в Гаета. В момента мощите на Теодор Тирон се намират в манастира Ново Хопово в Сърбия.

## Галерия
- Теодор Тирон (вляво) и Теодор Стратилат (вдясно), стенопис, Рилски манастир
- Теодор Тирон (вляво) и Теодор Стратилат (вдясно), стенопис, Кремиковски манастир
- Урната с праха на светеца в църквата Сан Салвадор (Венеция)
- Урната отблизо